# Joseph Coymans (1656-1720)
Joseph Coymans (9 augustus 1656 - 7 september 1720) was een lid van de firma Coymans, gevestigd op Keizersgracht 177. Hij was getrouwd met Clara Valckenier, een dochter van Gillis Valckenier. Hij was koopman, dijkgraaf van de Beemster, osseweider, kapitein in de schutterij (1686) en bewindhebber van de West-Indische Compagnie; hij woonde op de Keizersgracht in Amsterdam. Het echtpaar had zeker acht kinderen:
- Sophia (1686-)
- Jan Coymans (1688-1734)
- Gillis Coymans (1690-1757)
- Samuel Elias (1693-1746)
- Jacoba (1694-)
- Joseph (1697-)
- Balthasar Coymans (1699-1759)
- Jacob (1702-)

Joseph kon niet overweg met zijn broer Elias, nadat hij in 1659 partij had getrokken voor zijn zus Aletta. In 1678 was hij samen met zijn zieke neef Johannes Huydecoper en Pieter de Graeff in Parijs, op bezoek bij de ambassadeur Jacob Boreel. Huydecoper is in Orléans gepromoveerd. In 1706, bij het overlijden van zijn zus Eliana, werd Joseph erfgenaam van het graf in Voorburg, hetgeen merkwaardige verwikkelingen in de familie tot gevolg had.